# Ana Paredes Arosemena
Ana Paredes y Arosemena (Ciudad de Panamá, 2 de marzo de 1854-Ciudad de Panamá, 25 de mayo de 1920) estuvo casada con el  general Eloy Alfaro Delgado, presidente constitucional de la República del Ecuador en dos ocasiones. Fue, por tanto Primera dama de la nación, la primera entre 1895 y 1901, y la segunda entre 1906 y 1911.

## Biografía
Nació en la ciudad de Panamá, (entonces departamento de Colombia), el 2 de marzo de 1854. Proveniente de una familia de aristócratas, su padre era José María Paredes Arce y su madre Catalina Arosemena Quesada. Conoció a quien sería su esposo mientras éste se encontraba exiliado en la ciudad. Alfaro había llegado a Panamá tras una fallida revuelta contra el entonces presidente Gabriel García Moreno, y se dedicó prósperamente al comercio. La pareja contrajo matrimonio el 10 de enero de 1872, cuando la joven tenía 18 años de edad.
Cuando Alfaro regresó a Ecuador en 1875, su esposa e hijos permanecieron en la capital itsmeña. En 1878 debió abogar ante el Cónsul de Colombia para que éste intercediera por su marido, que había sido apresado en Ecuador. El acto logró favorablemente la libertad del general Alfaro luego de 97 días de prisión, regresando inmediatamente junto a su familia en Panamá. Después de pasar penurias económicas, y de sufrir nuevamente la partida de su esposo para encabezar la Revolución Liberal, Ana y sus hijos pisaron por primera vez tierra ecuatoriana en 1895, convertida en primera dama de la nación.

### Descendencia

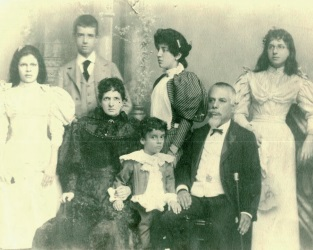
El matrimonio Alfaro-Paredes y su descendencia (Panamá, 1891).

A las pocas semanas del enlace matrimonial, Ana queda embarazada de su primer hijo. La pareja tuvo un total de nueve vástagos, de los cuales únicamente cinco llegarían a la edad adulta, tres mujeres y dos varones:
- Bolívar Alfaro Paredes (Panamá, 26 de noviembre de 1872-Panamá, 12 de diciembre de 1872).
- Colombia Alfaro Paredes (Panamá, 30 de septiembre de 1873-Guayaquil, 1958). Casada con Emiliano Clemente Huerta Gómez de Urrea, sin sucesión.
- Olmedo Alfaro Paredes (Panamá, 30 de agosto de 1878 -Panamá, 1959). Casado en 1907 con Clemencia Lasso de la Vega y Chriboga, media hermana de Avelina Lasso de la Vega y Ascázubi (primera dama de Leónidas Plaza); divorciado y sin sucesión. Casado nuevamente con la alemana Elizabeth Wagner, con sucesión (extinta).
- Colón Alfaro Paredes (Panamá, 17 de abril de 1881-Panamá, 13 de mayo de 1881).
- América Alfaro Paredes (Panamá, 17 de abril de 1881 - Guayaquil, 1956). Murió soltera y sin sucesión.
- Esmeralda Alfaro Paredes (Panamá, 14 de enero de 1883 - Guayaquil, 1943). Casada en Quito el 6 de marzo de 1907 con Jerónimo Avilés Aguirre, con sucesión:
  - Jerónimo Avilés Alfaro (Guayaquil, 1908). Casado en 1936 con Matilde Payeze Miller, con sucesión.
  - Bolívar Avilés Alfaro (Guayaquil, 1910). Casado en 1936 con Avelina Borrero y Bustamante, con sucesión.
  - Esmeralda Avilés Alfaro (Londres, 1911 - Guayaquil, 1933). Murió soltera y sin sucesión.
  - Eloy Avilés Alfaro (Panamá, 1915). Murió soltero y sin sucesión.
- Bolívar Alfaro Paredes -II- (Panamá, 10 de agosto de 1884 -Panamá, 1894).
- Colón Eloy Alfaro Paredes (Panamá, 1 de enero de 1891 -Panamá, 12 de abril de 1957). Casó en 1912 con Blanca Delia Puig Arosemena, con sucesión:
  - Eloy Alfaro Puig (Panamá, 1917-Panamá, 2013). Casado con Edna de Alba, con sucesión.
  - Jaime Eduardo Alfaro Puig (Panamá, 1918-Panamá, 1971). Casado con Emilia Matusinsky, con sucesión.
  - Olmedo Alfaro Puig (Panamá, 1921-Panamá, 2014). Casado con Marcela Preciado, con sucesión.
  - Blanca Alfaro Puig, (Panamá, circa 1923). Murió niña.
- Ana María Alfaro Paredes (Quito, 21 de julio de 1898-Panamá, 21 de julio de 1898). Vivió 19 horas.

### Fallecimiento
Después de haber formado un hogar admirado por gran parte de la sociedad de la época, doña Ana Paredes de Alfaro regresó viuda a su natal Panamá, donde falleció el 25 de mayo de 1920, con sesenta y seis años de edad. Sus últimos días padeció de ceguera, sobreviviendo ocho años a su marido, el general Alfaro.

## Honores póstumos
Doña Ana fue honrada por el Ministerio de Defensa en la década de 1970, cuando se remodeló el Palacio de La Recoleta (sede ministerial) y se nombró al antiguo Café Concert como Teatro Anita Paredes de Alfaro, exhibiendo en su ingreso la que es posiblemente su fotografía más conocida. Una escuela primaria de la ciudad de Quito también lleva su nombre.